# Institut supérieur européen de formation par l'action
El Institut supérieur européen de formation par l'action (Instituto de la educación superior europea por la acción - ISEFAC) es una escuela de negocios de Francia y Bélgica· fundada en 2000. Está emplazada en París, Burdeos, Lille, Montpellier, Niza, Nantes, Lyon y Bruselas. Es un miembro de IONIS Education Group.

## Historia
El ISEFAC fue fondada en 2000 por IONIS Education Group.